# Pembrolizumab
Pembrolizumab (Handelsname Keytruda; Hersteller Merck/MSD) ist ein humanisierter monoklonaler Antikörper und Arzneistoff zur Behandlung verschiedener Tumoren. Pembrolizumab zählt zu den Immun-Checkpoint-Inhibitoren, speziell zu den PD-1-Inhibitoren. Durch die indikationsübergreifende Wirkungsweise wird es für zahlreiche Tumorarten in mehr als 1.600 klinischen Prüfungen untersucht. Allein in den USA ist Pembrolizumab für 40 onkologische Indikationen zugelassen (Stand 2024).

## Beschreibung
Pembrolizumab ist ein Immun-Checkpoint-Inhibitor, speziell PD-1-Inhibitor, welcher mittels rekombinanter DNA-Technologie hergestellt wird. Es wird als Pulver für ein Konzentrat zur Herstellung einer Infusionslösung dargereicht. Die empfohlene Dosis von Pembrolizumab (Keytruda) beträgt 2 mg/kg Körpergewicht alle 3 Wochen und wird als intravenöse Infusion über 30 Minuten gegeben. Die häufigsten Nebenwirkungen (> 10 %) unter Keytruda waren Müdigkeit/Erschöpfung (24 %), Hautausschlag (19 %), Pruritus (18 %), Diarrhö (12 %), Übelkeit (11 %) und Arthralgie (10 %). Klinisch relevante Nebenwirkungen waren meistens immunvermittelte Nebenwirkungen, wie z. B. Pneumonitis, Kolitis, Hepatitis, Nephritis und Endokrinopathien. Die meisten dieser Nebenwirkungen waren reversibel und durch Unterbrechung der Therapie mit Pembrolizumab, Gabe von Corticosteroiden und/oder unterstützende Maßnahmen beherrschbar.
Es liegen noch keine Daten zur Anwendung von Pembrolizumab bei Schwangeren vor. Reproduktionsstudien bei Tieren wurden zwar nicht durchgeführt, Ergebnisse aus Mausmodellen (Wirkmechanismus) deuten auf ein potenzielles Risiko einer fetalen Beeinträchtigung, einschließlich erhöhter Abort- und Totgeburtsraten, hin. Es ist auch noch nicht bekannt, ob Pembrolizumab in die Muttermilch übergeht. Sollten Frauen im gebärfähigen Alter sein, müssen diese während der Behandlung mit Pembrolizumab noch mindestens vier Monate nach der letzten Dosis eine zuverlässige Verhütungsmethode anwenden.
Von der US-amerikanischen Zulassungsbehörde FDA erhielt Pembrolizumab die Breakthrough Therapy Designation (engl. für ‚Durchbruch in der Therapie‘) in den Indikationen malignes Melanom, nicht-kleinzelliges Bronchialkarzinom und kolorektales Karzinom. Voraussetzung für diesen Status ist, dass das neue Medikament z. B. eine signifikant verbesserte Ansprechrate als das Vergleichspräparat zeigt. Dadurch wird ein beschleunigtes Zulassungsverfahren ermöglicht. Keytruda (Pembrolizumab) erhielt 2015 den Prix Galien USA als bestes biotechnologisches Produkt. Im Oktober 2016 wurde der Galenus-von-Pergamon-Preis in der Kategorie „Specialist Care“ sowohl an Nivolumab von Bristol-Myers Squibb als auch an Pembrolizumab vergeben.

## Immun-Checkpoint-Inhibitoren
Die Krebsimmuntherapie mittels Immun-Checkpoint-Inhibitoren ist eine der bedeutendsten Neuentwicklungen in der Onkologie. Antikörper wie z. B. Ipilimumab, Nivolumab und Pembrolizumab verändern gezielt die Kommunikation zwischen Tumorzellen und T-Lymphozyten. Daraus resultiert eine verbesserte Erkennung der Tumorzellen durch das Immunsystem. Der Wirkmechanismus ist nicht auf eine Tumorentität beschränkt. Nach Erfolgen beim malignen Melanom konnten inzwischen auch Ergebnisse bei der Behandlung beispielsweise des Bronchialkarzinoms erzielt werden. Insbesondere die PD-1-Blockade erweist sich bei zahlreichen malignen Erkrankungen als wirksam, was die generelle Bedeutung des Immunsystems bei der Tumorkontrolle unterstreicht. Sowohl Nivolumab als auch Pembrolizumab sind für die Monotherapie bei inoperabel metastasierten Melanomen zugelassen.

## Wirkmechanismus
Pembrolizumab bindet an einen Rezeptor namens programmed cell death-1 („Programmierter-Zelltod-Rezeptor 1“, PD-1-Rezeptor) und blockiert die Interaktion zwischen PD-1 und dessen Liganden PD-L1 und PD-L2. Dieser Rezeptor schaltet normalerweise die Aktivität bestimmter Zellen des Immunsystems (der natürlichen Abwehr des Körpers), die als T-Zellen bezeichnet werden, aus. Durch Blockieren dieses PD-1-Rezeptors hindert Pembrolizumab den PD-1-Rezeptor daran, diese Immunzellen auszuschalten, und steigert somit die Fähigkeit des Immunsystems, z. B. Melanomzellen abzutöten. Pembrolizumab kann die körpereigene anti-Tumor-Immunantwort reaktivieren.

## PD‑L1 und PD‑L1-Expression
PD‑L1 (programmed cell death ligand 1) ist ein Protein, das von vielen Zelltypen – einschließlich bestimmter Krebszellen – exprimiert wird. Normalerweise dient die Interaktion zwischen PD‑L1 und einem anderen Protein mit der Bezeichnung PD‑1 (programmed cell death receptor‑1) als wichtiger Checkpoint, der das Gleichgewicht des Immunsystems aufrechterhält und verhindert, dass der Körper im Falle einer Entzündung oder einer Infektion seine eigenen Zellen angreift. Wenn jedoch bösartige Tumoren PD‑L1 exprimieren, können sie auf diese Weise verhindern, von zytotoxischen T‑Lymphozyten – Immunzellen, die Krebszellen töten – erkannt und vernichtet zu werden. So kann der Tumor überleben und wachsen. Die Expression von PD‑L1 ist bei vielen Tumorarten – einschließlich Mamma-, Bronchial-, Harnblasen- und Nasopharynxkarzinomen – in unterschiedlichem Maß zu beobachten. Derzeit wird erforscht, ob eine hohe PD‑L1-Expression – eine sogenannte „Überexpression“ – zur Erkennung von Patienten herangezogen werden kann, die mit höherer Wahrscheinlichkeit auf bestimmte Immuntherapien ansprechen.

## Zulassungsübersicht
Pembrolizumab ist in Europa zur Behandlung mehrerer Indikationen zugelassen:
- des fortgeschrittenen, nicht-resezierbaren oder bereits metastasierten schwarzen Hautkrebses (malignes Melanom)
- des metastasierenden Nichtkleinzelligen Lungenkarzinoms (NSCLC) mit PD-L1 exprimierenden Tumoren
- zur eines rezidivierenden oder refraktären klassischen Hodgkin-Lymphoms (classical Hodgkin Lymphoma, cHL)
- bestimmter Patienten mit lokal fortgeschrittenem oder metastasierendem Urothelkarzinom, einer Art von Harnblasenkrebs
- des rezidivierenden oder metastasierenden Plattenepithelkarzinoms des Kopf-Hals-Bereiches (HNSCC, Krebs der Haut und Schleimhaut im Kopf-Hals-Bereich)
- des Nierenzellkarzinoms
- des Kolorektalkarzinoms
- des Triple-negativen Mammakarzinoms (TNBC)[13]
- des fortgeschrittenen oder rezidivierten Endometriumkarzinoms[13]
- des persistierenden, rezidivierenden oder metastasierenden Zervixkarzinoms mit PD-L1-exprimierenden Tumoren[13]

Die FDA (USA) hat zudem Pembrolizumab zugelassen für die Behandlung unter gewissen Voraussetzungen bei einem primären mediastinalen großzelligen B-Zell-Lymphom (einer Art des diffusen großzelligen B-Zell-Lymphoms).

## Frühe Nutzenbewertung (AMNOG)
Das Institut für Qualität und Wirtschaftlichkeit im Gesundheitswesen (IQWiG) hat – im Auftrag des G-BA – gemäß dem Arzneimittelmarktneuordnungsgesetz (AMNOG) überprüft, ob Pembrolizumab gegenüber den bisherigen Standardtherapien einen Zusatznutzen bietet, und hat dies für die Indikation fortgeschrittenes Melanom bei bestimmten Betroffenen mit Vorbehandlung und bei nicht Vorbehandelten ohne Tumormutation und die Indikation lokal fortgeschrittenes oder metastasierendes nicht kleinzelliges Lungenkarzinom bei Betroffenen, für die eine weitere Chemotherapie mit Docetaxel oder Pemetrexed oder aber eine Behandlung mit Nivolumab infrage kommt, bejaht.
Bei Brust- und Speiseröhrenkrebs sieht der G-BA für Pembrolizumab in Kombination mit einer Chemotherapie einen beträchtlichen Zusatznutzen gegenüber einer alleinigen Chemotherapie. Der Zusatznutzen beim Speiseröhrenkrebs beschränkt sich dabei auf Plattenepithelkarzinome. Bei den in Deutschland häufigeren Adenokarzinomen der Speiseröhre oder des ösophagogastralen Übergangs wurde hingegen auf Grundlage einer Metaanalyse kein Zusatznutzen von Pembrolizumab festgestellt.